# Ödenburger Straße 21 WHA (Wien)
Die Wohnhausanlage Ödenburger Straße 21 ist ein kommunaler Neubau im 21. Wiener Gemeindebezirk Floridsdorf. Sie wurde zwischen 2009 und 2011 von Sozialbau geplant und errichtet und zählt zu den größten modernen Wohnbauprojekten in diesem Teil Wiens. Die Anlage kombiniert Geschosswohnbau, Reihenhäuser und vielfältige Freizeit- sowie Gemeinschaftseinrichtungen für die Bewohner:innen.

## Lage
Die Anlage befindet sich im nördlichen Floridsdorf an der Ödenburger Straße. Mit einer Länge von etwa 350 Metern und mehreren Baukörpern prägt sie das Straßenbild in diesem Bereich maßgeblich.

## Baugeschichte
Die Planung und Errichtung erfolgte durch Sozialbau, einen der führenden Wohnbauträger Wiens, zwischen 2009 und 2011. Ziel war es, modernen, leistbaren Wohnraum zu schaffen und dabei eine hohe Lebensqualität durch zusätzliche Gemeinschafts- und Sporteinrichtungen zu bieten.

## Architektur und Aufbau
Die Anlage besteht aus mehreren Bauabschnitten:
- 6 Stiegenhäuser mit jeweils vier Stockwerken bilden den Hauptblock.
- Ergänzend gibt es 70 Reihenhäuser, die die Anlage auflockern und zusätzliche Wohneinheiten schaffen.
- Unter der Anlage befindet sich eine Tiefgarage, die den Bewohner:innen Stellplätze bietet.
- Zusätzlich verfügen die Wohngebäude über Kellerräume, die als Abstell- oder Lagerräume genutzt werden.

Die Gestaltung folgt einer modernen, funktionalen Bauweise mit klaren Linien, großzügigen Fenstern und durchdachten Grundrissen.

## Ausstattung und Infrastruktur
Die Wohnhausanlage bietet zahlreiche gemeinschaftliche Einrichtungen:
- Basketballplatz
- Fußballplatz
- Schwimmbad (für Bewohner:innen)
- Spielplätze und begrünte Innenhöfe
- Gemeinschaftsräume für Veranstaltungen

Diese Infrastruktur unterstützt ein aktives Miteinander und fördert Freizeitmöglichkeiten für alle Altersgruppen.

## Bedeutung
Die Anlage Ödenburger Straße 21 ist ein Beispiel für modernen kommunalen Wohnbau in Wien. Durch die Kombination von Geschoßwohnungen, Reihenhäusern und gemeinschaftlicher Infrastruktur werden unterschiedliche Wohnbedürfnisse abgedeckt. Die Umsetzung durch Sozialbau zeigt die Bedeutung privater Wohnbauträger in Kooperation mit der Stadt für leistbaren Wohnraum.